# 24837 Mšecké Žehrovice
24837 Mšecké Žehrovice è un asteroide della fascia principale. Scoperto nel 1995, presenta un'orbita caratterizzata da un semiasse maggiore pari a 2,3609595 UA e da un'eccentricità di 0,2326432, inclinata di 4,58531° rispetto all'eclittica.